# Kassa-Ngaoundéré
Kassa-Ngaoundéré est un village Camerounais de la région de l'Est. Il dépend de du département de Lom-et-Djérem, de la commune de Bétaré Oya et du canton de Yayoué. Il se trouve sur la route de Bétaré-Oya à Mararaba et à Mabélé. 
On peut aussi le trouver orthographié « Kasa-Ngaoundéré ». 

## Population
Selon le recensement de 1966, il y avait 91 habitants à Kassa-Ngaoundéré. En 2005 il y en avait 80, et en 2011 250 dont 72 jeunes de moins de 16 ans et 50 enfants de moins de 5 ans. 

## Infrastructures
Le plan communal de développement de la commune de Bétaré-Oya prévoyait en 2011 la construction à Kassa-Ngaoundéré d'un forage et d'un puits d'eau potable.